# Дятлов, Владимир Семёнович
Влади́мир Семёнович Дя́тлов (27 июля 1924, станица Тульская, Краснодарский край — 19 июля 1996, Ставрополь) — советский писатель, заслуженный работник культуры Российской Федерации.

## Биография
Родители рано развелись, и мать увезла сына в г. Гагру. Его отец, командир кавалерийского полка, погиб в 1942 году в боях на Северном Кавказе.
С четырнадцати лет начал подрабатывать в порту — матросом, грузчиком (1938—1942). В школу ходил далеко не каждый день, но 10 классов окончил.
С 1942 — на фронтах Великой Отечественной войны, воевал под Моздоком, участвовал в Сталинградской битве; в боях по освобождению Ельни, Смоленска был командиром орудия; дошёл до Орши.
Перед Новым 1944 годом с фронта был направлен во 2-е Ленинградское артиллерийское училище, которое окончил в сентябре 1945 года. Служил в Эстонии в составе знаменитой 8-й Гвардейской панфиловской дивизии. Контузия, два ранения. День Победы застал его в военном госпитале под Будапештом. С 1950 по 1954 год проходил службу на Камчатке, откуда и уволился из армии с должности начальника разведки артиллерийского дивизиона.
После службы на Камчатке вернулся в Гагру. В поисках работы оказался в Ставрополе: работал инженером-топографом, затем — литературным сотрудником в газете «Советская Калмыкия», ответственным секретарём и заведующим сельскохозяйственным отделом в районных газетах Ставрополья. Вернувшись в Ставрополь, работал электромонтажником, инженером ОТК, старшим инженером. Инженерские хлопоты мешали литературной работе, и он вернулся к рабочим профессиям: слесаря-ремонтника, бригадира электромонтажников. В 1972 году приглашён в книжное издательство на должность редактора художественной литературы.
В 1974 году принят в Союз писателей СССР; с этого времени перешёл на профессиональную писательскую работу.

## Сочинения

### Романы
- «Чистая сила»
- «Зона риска»

### Повести
- «Малышка»
- «Тайна белой церкви»
- «Если ты человек»
- «Берег туманов»
- «Поединок на хуторе Рогатом»

### Пьесы
- «Чистая сила»,
- «Неудобный человек»,
- «Строптивая любовь».

По первым двум пьесам в театрах прошло около четырёхсот спектаклей. Был написан и принят киностудией «Мосфильм» сценарий полнометражного художественного фильма «Февральские окна». К сожалению, осталась незавершённой работа над рукописью романа «Тропою жизни человечьей».
Рассказы
° Человек Евген
° Ночной рейд
° Трофимыч

## Награды
- Орден Отечественной войны
- Орден Красной Звезды
- медаль «За боевые заслуги»
- медаль «За доблестный труд»
- «За оборону Сталинграда»
- «За победу над Германией»
- Заслуженный работник культуры Российской Федерации

## Избранная библиография
Источник — электронные каталоги РНБ
- Дятлов В. С. Зона риска: Роман. — Ставрополь: Кн. изд-во, 1984. — 286 с. — 15 000 экз.
- Дятлов В. С. Степные острова: [Повести и рассказы]. — Ставрополь: Кн. изд-во, 1980. — 206 с. — (Повести: Если ты человек; Поединок на хуторе Рогатом; Рассказы: Человек Евген; Ночной рейд; Трофимыч). — 15 000 экз.
- Дятлов В. С. Чистая сила: Роман. — М.: Современник, 1978. — 255 с. — (Новинки «Современника»). — 75 000 экз.